# Liotyphlops ternetzii
Espèce
Synonymes
- Helminthophis ternetzii Boulenger, 1896
- Helminthophis incertus Amaral, 1924
- Helminthophis collenettei Parker, 1928

Liotyphlops ternetzii est une espèce de serpents de la famille des Anomalepididae. 

## Répartition
Cette espèce se rencontre :
- au Suriname ;
- au Brésil dans les États du Pará, au Tocantins, au Goiás, du Mato Grosso, de São Paulo et du Paraná  ;
- au Paraguay ;
- en Uruguay ;
- en Argentine.

## Publication originale
- Boulenger, 1896 : Catalogue of the snakes in the British Museum. London, Taylor & Francis, vol. 3, p. 1-727 (texte intégral).